# سفر الملوك الثاني

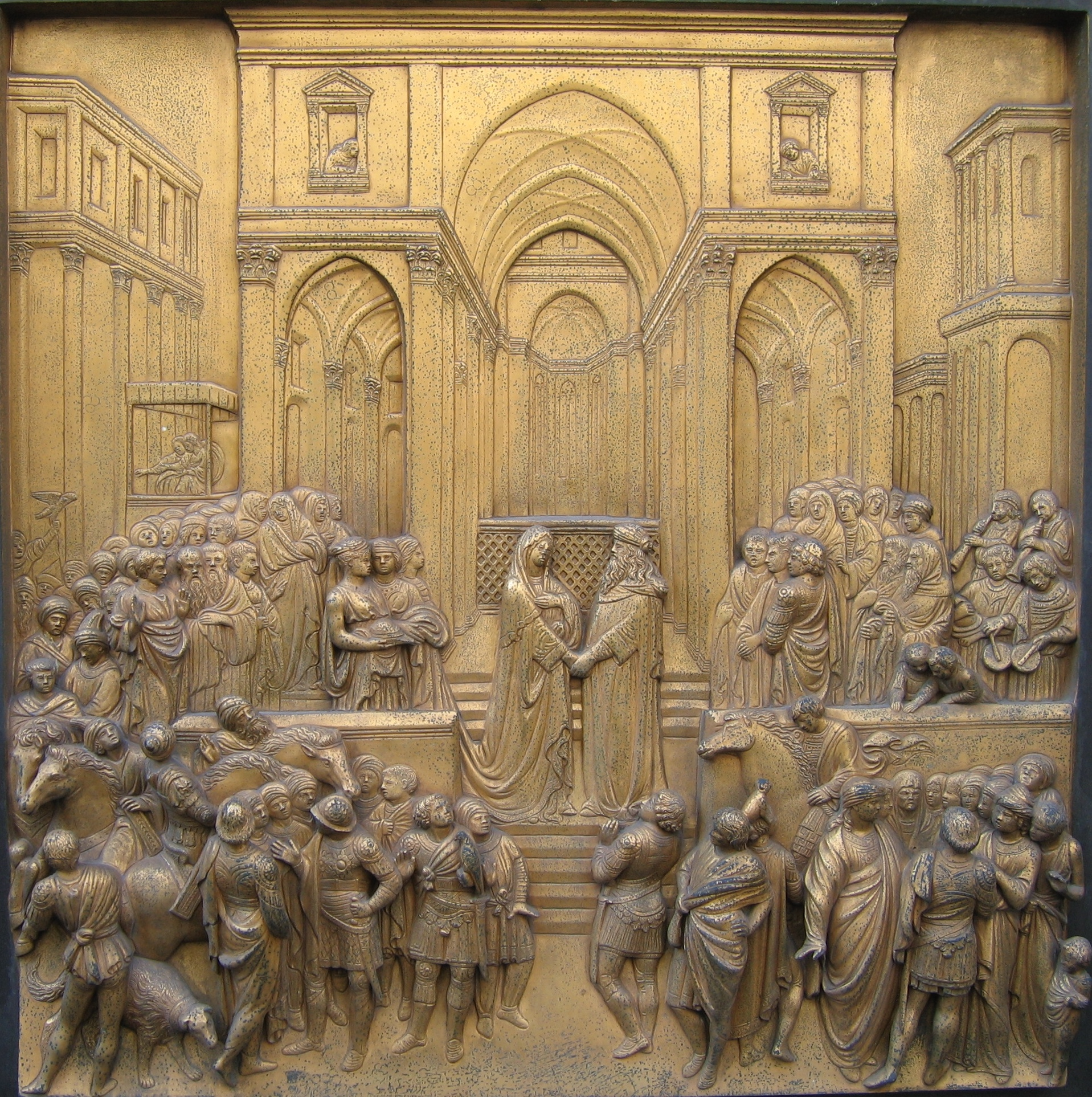

سفر الملوك الثاني (بالعبرية: ספר מלכים، سفر ملاخيم) هو أحد أسفار التناخ و‌العهد القديم.